# Relações internacionais da Argentina
As Relações internacionais da Argentina são a maneira como a República Argentina se relaciona política, econômica e culturalmente com os demais países do mundo. Desde sua independência, a Argentina têm sido um país primordial na América do Sul e vem desempenhando um grande papel no cenário político global, ainda que suas estratégias e ideologias tenham sido modificadas ao longo do tempo e de acordo com seus governos.
A Argentina tem como característica uma certa autonomia ideológica com relação às grandes potências, o que não infere autonomia financeira dos mesmos. Nos anos recentes, especialmente após a década de 2000, a Argentina buscou um posicionamento mais neutro com relação aos Estados Unidos e mais próximo aos países vizinhos latino-americanos. Junto ao Brasil, a Argentina é a maior economia e o país mais influente politicamente na América do Sul.
As relações internacionais da Argentina são reguladas pelo Ministério das Relações Exteriores (a Cacillaría), estabelecido em 1856 e reformulado mais recentemente em 2011. O atual Ministro das Relações Exteriores é Juan Giapi, indicado pelo Presidente Mauricio Macri.

## História recente

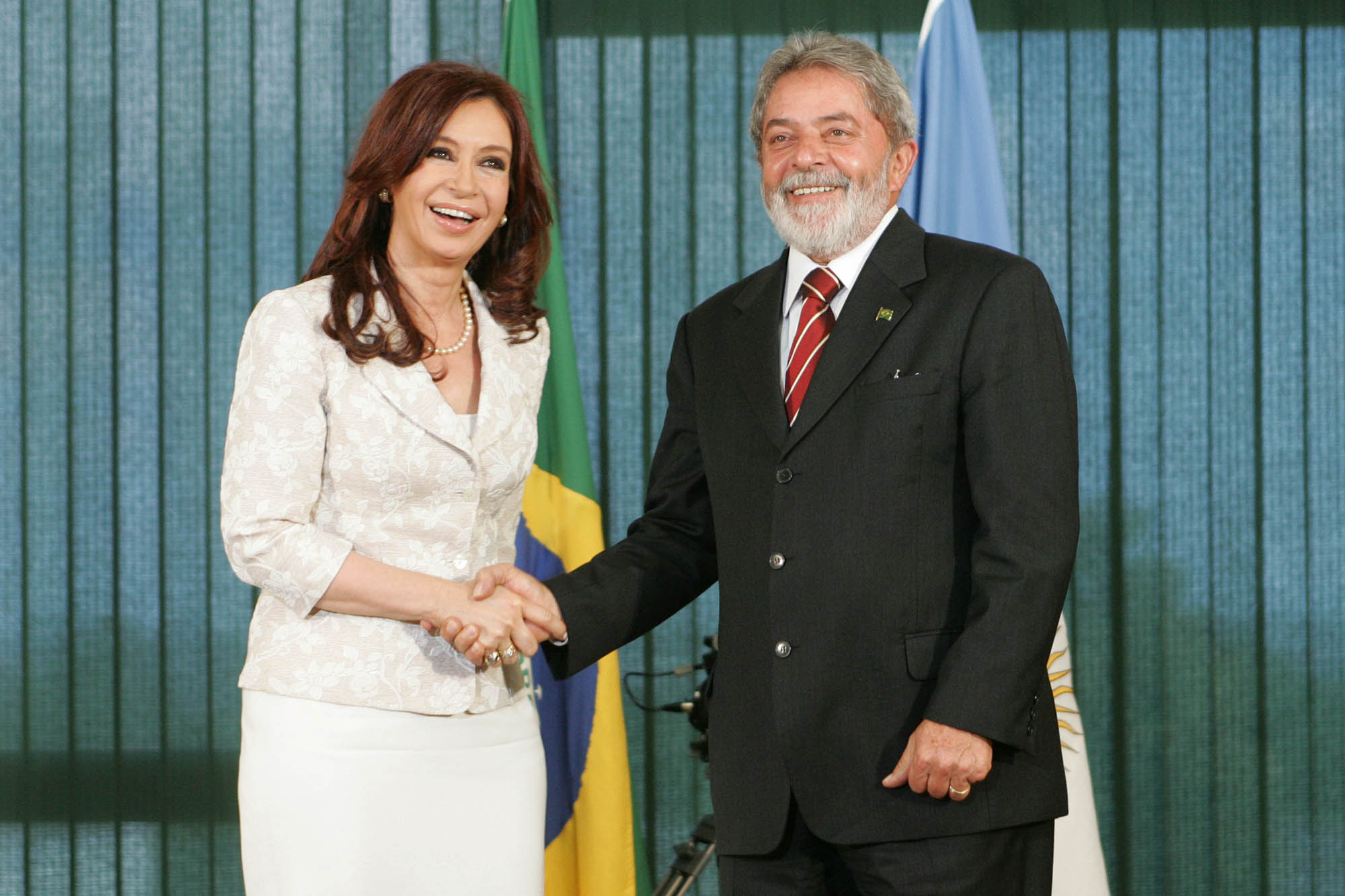
Cristina Kirchner, Presidente da Argentina, e Luiz Inácio Lula da Silva, Presidente do Brasil.

A partir de 2003, com a chegada de Néstor Kirchner à Presidência, a Argentina diminuiu consideravelmente as relações comerciais com os Estados Unidos. Kirchner por várias vezes deixou claro seus planos de romper com o alinhamento aos Estados Unidos, que já vinha ocorrendo desde a Ditadura militar. Por outro lado, a Argentina aproximou-se dos países vizinhos, em especial do Brasil, que com a eleição de Lula da Silva no ano anterior, passou a compartilhar dos mesmos interesses políticos. A Argentina deixou de apoiar as resoluções da Comissão de Diretos Humanos das Nações Unidas contra Cuba, assim como não voltou a insistir mudanças na postura do governo Castro para com os direitos humanos. Em 2006, a Argentina declarou apoio à candidatura da Venezuela em disputa com a Guatemala por um assento não permanente no Conselho de Segurança das Nações Unidas.
O Mercado Comum do Sul obteve papel central na política externa de Kirchner, com a aproximação dos países sul-americanos para a consolidação de um bloco econômico na região. A Argentina casualmente opta por trabalhar os laços comerciais com o Brasil, seu maior parceiro comercial atualmente. Há anos, a relação dos dois países define a política externa de todo o continente.
Em 2008, foi formalizada a criação da União de Nações Sul-Americanas, um novo bloco econômico unindo os dois blocos já existentes na América do Sul: o Mercosul e a Comunidade Andina de Nações. Como resultado, foram ainda firmados estudos futuros para a criação do Banco do Sul e o estabelecimento de uma moeda única sul-americana.
Em 2007, ao fim do governo de Néstor Kirchner, a Argentina havia firmado 294 acordos bilaterais, incluindo 39 com a Venezuela, 37 com o Chile, 30 com a Bolívia, 12 com a China, 10 com a Alemanha, 9 com os Estados Unidos, 7 com Cuba, Paraguai e Espanha. Além de 21 acordos com o Brasil.
Em 2010, teve início uma crise das relações diplomáticas com o Reino Unido por conta da questão de soberania das Ilhas Malvinas. Os países da América do Sul defendem a soberania argentina no arquipélago, enquanto os países do Caribe defendem a soberania britânica. Os Estados Unidos e os países da União Europeia (excetuando a França) mantiveram-se neutros sobre o assunto nos fóruns internacionais. Em 2013, no referendo convocado aos habitantes das Ilhas Malvinas, 99.3% da população votou permanecer como território britânico.

## Tópicos principais
A Argentina reivindica uma porção da Antártida como Antártida Argentina, uma área delimitado pelos meridianos 25º Oeste e 74º Leste e 60º Sul. Esta reivindicação sobrepõe as do Chile e Reino Unido, sendo que todas as reivindicações por território na Antártica estão suspensas pelo Tratado da Antártida, firmado em 1959 e efetivado em 1961. A Argentina também mantém uma reivindicação sobre as Ilhas Malvinas e das Ilhas Geórgia do Sul e Sandwich do Sul, ambas se encontram como Territórios britânicos ultramarinos desde o século XIX. Além disso, uma fronteira com o Chile de 50 km de extensão (na região conhecida como Campo de gelo do sul da Patagónia) aguarda acordo de demarcação pelos dois países desde 1998.
Em 22 de abril de 2009, o governo argentino encaminhou uma petição às Nações Unidas por 1.7 milhão km² de território oceânico a ser considerado plataforma continental do país; de acordo com as leis da Convenção das Nações Unidas sobre o Direito do Mar. A Argentina declarou ter passado 11 anos investigando o material e enviou uma mostra de 800 quilos à organização. Se a petição for atendida pelas Nações Unidas, a Argentina terá o direito de explorar comercialmente a costa marítima. A Argentina, através de sua Guarda Costeira e Armada, têm se envolvido constantemente em proteção à pesca no seu mar territorial. Sendo que os maiores incidentes datam da década de 1960, quando um destroyer disparou contra uma traineira soviética.
Em novembro de 2006, um juiz argentino emitiu um mandado de prisão contra o antigo presidente iraniano Akbar Hashemi Rafsanjani e oito antigos oficiais pelo atentado à Associação Mutual Israelita Argentina de 1994. O Irão se recusou a colaborar com a decisão judicial alegando ser "um complô sionista". Em contrapartida, Néstor Kirchner reforçou as forças de segurança contra possíveis represálias pelos grupos terroristas iranianos.
A Argentina possui uma disputa com o Uruguai pelas fábricas de celulose na margem uruguaia do rio Uruguai, próximas à cidade argentina de Gualeguaychú. Em 2006, os habitantes de Gualeguaychú, conscientes da poluição gerada pelas fábricas, bloquearam as pontes que transpõem o rio. O caso foi levado à Corte Internacional de Justiça, porém até então não houve um julgamento definitivo. As fábricas mantiveram-se em pleno funcionamento.

## Relações bilaterais
| País           | Início das relações formais | Notas |
| -------------- | --------------------------- | --- |
| Brasil         | Década de 1850              | Ver Relações entre Brasil e Argentina Após a democratização, uma forte integração e parceria começou entre os dois países. Em 1985, eles assinaram a base para o Mercado Comum do Sul (Mercosul), um acordo comercial regional. No campo da ciência, os dois gigantes regionais eram desde os anos 1950, quando lançaram seus respectivos programas nuclear e espacial, no entanto, vários acordos foram assinados desde então, como a criação da Agência Brasileiro-Argentina de Contabilidade e Controle de Materiais Nucleares (ABACC) para verificar as promessas de ambos os países a utilizar a energia nuclear apenas para fins pacíficos. As agências espaciais nacionais CONAE e AEB também começaram a trabalhar juntas desde os anos 1990. Em 2011, a decisão do Brasil em impedir que um navio da Marinha Real Britânica aportasse no Rio de Janeiro foi vista como um apoio à Argentina sobre a disputa das Ilhas Malvinas. |
| Canadá         | 1940                        | Ver Relações entre Argentina e Canadá |
| Chile          |                             | Ver Relações entre Argentina e Chile Argentina e Chile compartilham a terceira maior fronteira internacional, que se estende por 5.300 quilômetros no sentido longitudinal. Durante a maior parte dos séculos XIX e XX, as relações entre os dois países foram delicadas por conta das disputas de soberania sobre a região da Patagonia. Apesar da elevada taxa de comércio entre os países, Argentina e Chile possuem políticas econômicas distintas. O Chile integra a APEC, enquanto a Argentina faz parte do Mercado Comum do Sul (Mercosul). Ambos os países, contudo, são membros da União Sul-Americana de Nações (Unasul). |
| Espanha        |                             | Ver Relações entre Argentina e Espanha O atual território argentino integrou o Vice-reino do Rio da Prata, uma das colônias do Império Espanhol nas Américas. Em 1536, a Espanha fundou a primeira vila em terras sul-americanas, que daria origem à cidade de Buenos Aires. Desde que a Argentina obteve independência da Espanha, as relações entre os dois países têm sido estáveis. Durante a Guerra Civil Espanhola, a Argentina permaneceu neutra e concedeu refúgio a muitos cidadãos espanhóis, tanto franquistas como republicanos. O fim do governo de Francisco Franco coincidiu com o início do Governo Militar na Argentina, mas os países mantiveram as relações. Desde 1982, com o início da Guerra das Malvinas, a Espanha apoia a soberania argentina sobre as ilhas. |
| Estados Unidos |                             | Ver Relações entre Argentina e Estados Unidos Os Estados Unidos mantêm relações positivas com a Argentina com base em muitos interesses estratégicos, como o Combate ao Terrorismo e ao Narcotráfico na América Latina. Além disso, ambos cooperam nos fóruns internacionais para a manutenção da estabilidade política na região. Os dois países são membros do "Mecanismo 3+1", que inclui também Paraguai e o Brasil. |
| Reino Unido    | 15 de dezembro de 1823      | Ver Relações entre Argentina e Reino Unido As relações entre Argentina e Reino Unido foram suspensas pouco antes da Guerra das Malvinas, que teve início em 1982. As relações foram restabelecidas em 1990, após a saída de Margaret Thatcher do Governo britânico. Entretanto, a retomada das relações não significou um avanço positivo entre os dois países. Após a guerra, a Argentina solicitou referendos dos morados das Malvinas sobre sua condição política; em 1986 e 2013. Em 2010, os governos dos dois países voltaram a criticar-se um ao outro. A Argentina baniu os navios com bandeira britânica de aportar em seu território e condenou publicamente as intenções do governo malvinense de exploração mineral na região. No referendo de 2013, 98% da população malvinense decidiu permanecer como território ultramarino do Reino Unido.                                                                              |
| Rússia         | 22 de outubro de 1885       | As relações entre Argentina e Rússia foram estabelecidas durante o Império Russo e suspensas após a Revolução de Outubro. Os dois países restabeleceram seus laços diplomáticos em 1946, mas seriam fortificados no fim da década de 1980 e posteriormente a partir do governo de Néstor Kirchner. Ambos os países estenderam suas relações comerciais através do Brasil, que é um parceiro comercial comum entre os dois. Em 2014, a Argentina foi convidada ao VI encontro dos BRICS, em Fortaleza. |
| Santa Sé       | 17 de abril de 1840         | A Argentina, que integrou o Vice-reino do Rio da Prata, cortou suas relações com a Santa Sé durante a Guerra da Independência e as restabeleceu em 1840, durante o governo de Juan Manuel de Rosas. A Argentina mantém uma embaixada para a Santa Sé e esta mantém uma embaixada em Buenos Aires. Na década de 1980, o Papa João Paulo II realizou duas visitas pastorais à Argentina, em Junho de 1982 e em Abril de 1987. O Pontífice também mediou as negociações entre a Argentina e o Chile sobre a disputa pelo Canal de Beagle, anos antes. Em 2013, Jorge Mario Bergoglio, Arcebispo de Buenos Aires, foi eleito Papa. Bergoglio assumiu o nome papal de Francisco. |
| Venezuela      |                             | Ver Relações entre Argentina e Venezuela As relações entre Argentina e Venezuela cresceram significativamente após a década de 2000. Em 2008, o comércio entre os dois países atingiu a marca de 1.4 bilhão de dólares. O governo Kirchner e o governo Chávez reuniram-se várias vezes desde o ano de 2005, em termos de "encontro bilateral" para "integração vital" entre os países. Um destes encontros, a Argentinou concordou em permitir a importação de tecidos e máquinas da Venezuela, em transação equivalente a 1.1 bilhão de dólares. A Argentina, assim como o Brasil, apoiou a entrada da Venezuela no Mercosul nos anos recentes e têm se colocado como aliada no processo de consolidação do Bolivarianismo. Outros projetos venezuelanos, como a ALBA, também receberam forte apoio da Argentina. |